# Пузата хата
«Пуза́та ха́та» — українська мережа ресторанів української кухні.

## Опис

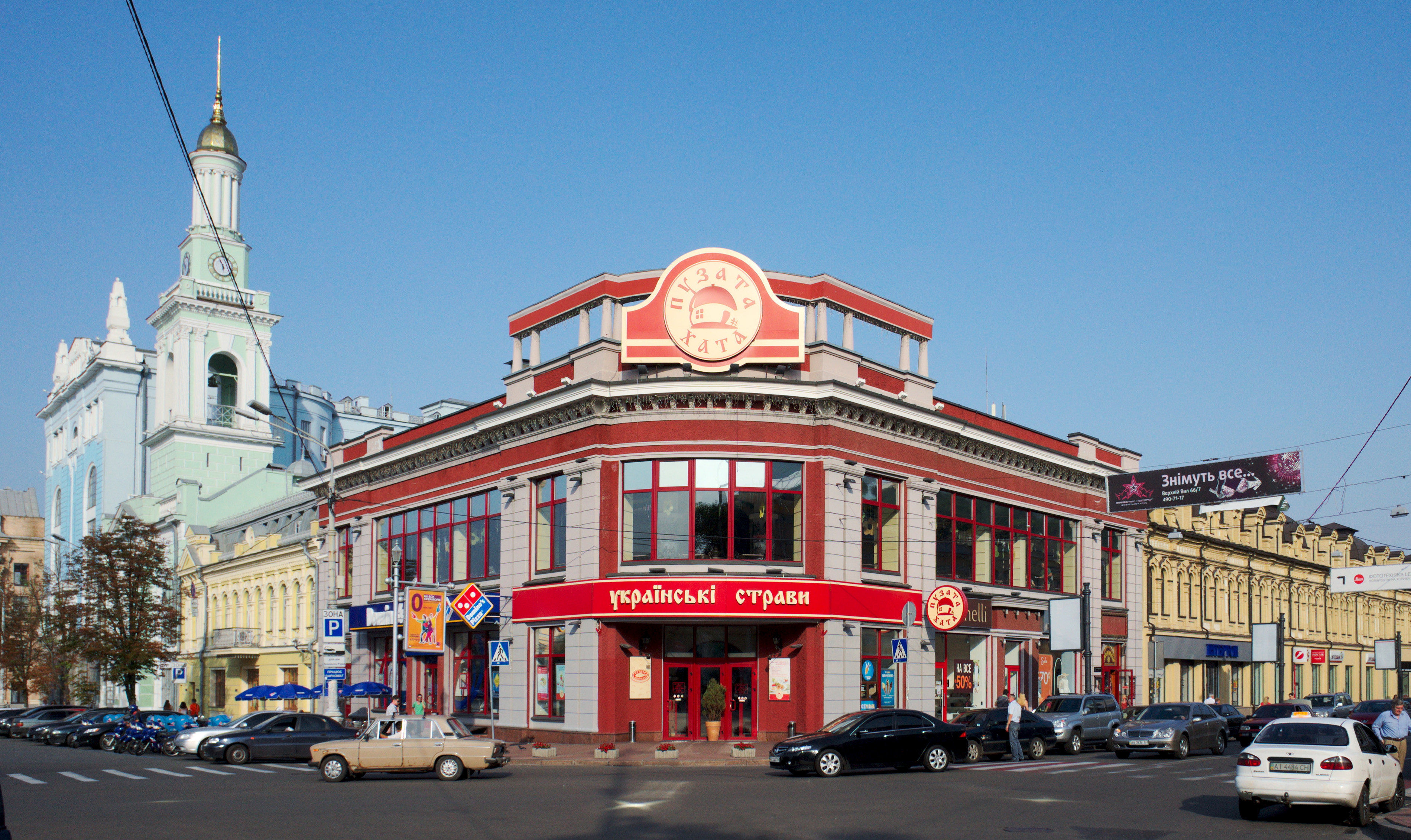
«Пузата Хата» на Подолі (Київ)

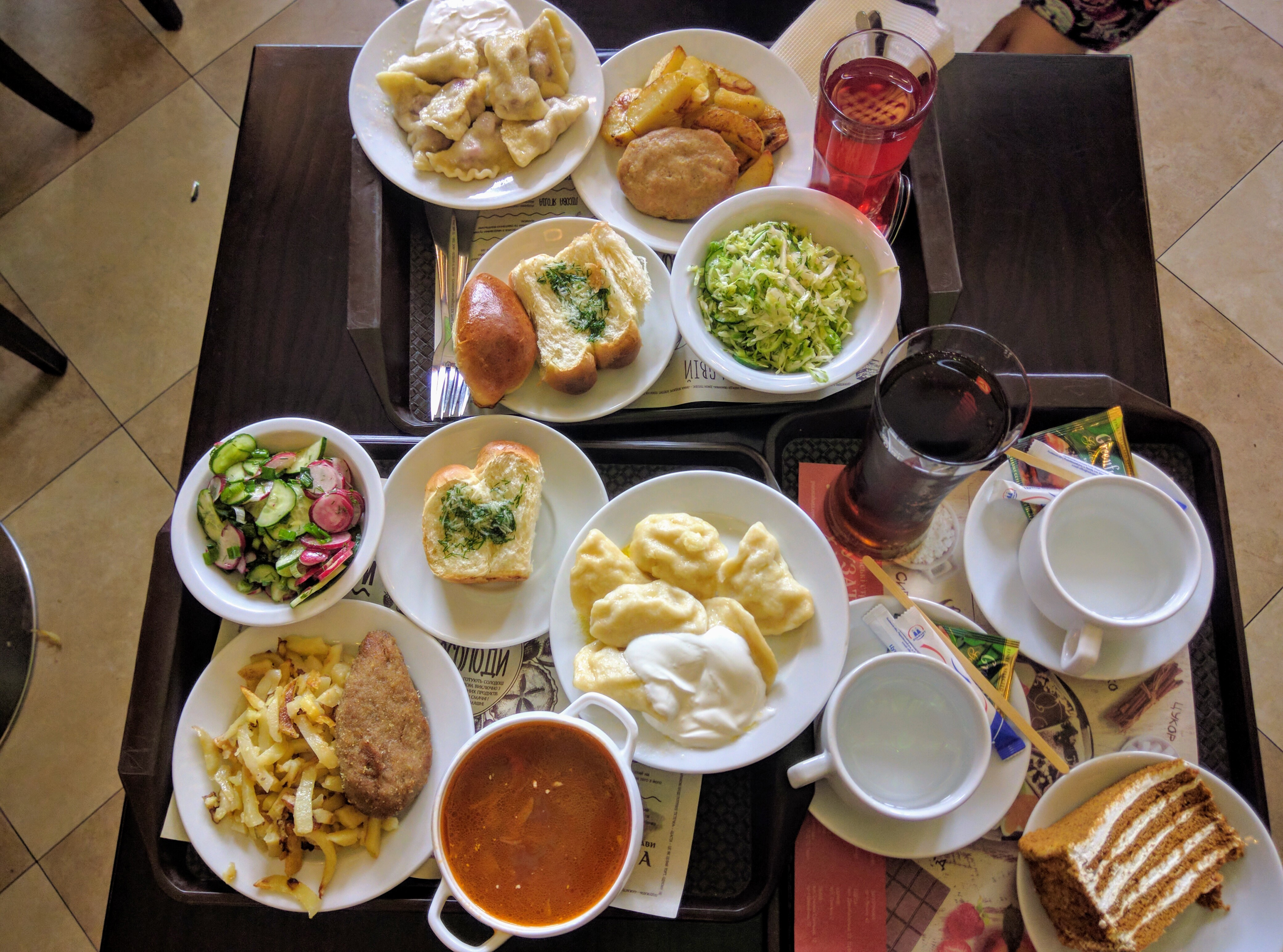
«Пузата хата» у Львові

Мережа закладів швидкого харчування «Пузата Хата» відкрилась у кількох великих містах України:
- Київ — 23
- Дніпро — 5
- Львів — 2
- Одеса — 1
- Запоріжжя — 1
- Луцьк — 1

«Пузата Хата» має свій власний торгово-виробничий комплекс. Також діє доставка обідів та є власна виробнича база (первинний цикл обробки продуктів і виготовлення напівфабрикатів), площею близько 2 тис. м². Мережа співпрацює з сервісами доставки їжі: Glovo та Bolt Food.

## Історія
Товариство з обмеженою відповідальністю «Пузата хата» належить В'ячеславу Костянтинівському і його братові Олександру.
Перший ресторан «Пузата хата» відкрили 16 жовтня 2003 року на першому поверсі будинку на вулиці Басейній, 1/2, що на Бессарабці в центрі Києва.
Зазвичай заклади розташовуються біля станцій метро або у великих торгових центрах. Наразі мережа нараховує більше тридцяти закладів швидкого харчування.
«Пузата хата» у Львові займає приміщення колишньої кав'ярні «Ренесанс», у якому на зустрічі у вересні 1918 року українські офіцери утворили Центральний військовий комітет.
27 лютого 2010 року оголосили про процедуру банкрутства ТОВ «Пузата хата». 9 березня 2011 року Господарський суд Києва офіційно визнав товариство банкрутом.
Попри позови кредиторів «Пузата хата» продовжила свою діяльність і навіть спромоглась збільшити прибутки.

## Критика
Ведучий програми Ревізор не зміг рекомендувати ресторан «Пузата Хата» біля Головного вокзалу в Дніпрі, розкритикувавши чистоту кухні, якість обслуговування та смак страв.